# Arthur Conolly
Arthur Conolly (London, 1807. július 2. – Buhara, 1842. június 17.) ír származású brit katonatiszt, felderítő, utazó. Titkos küldetésekben járt Közép-Ázsiában, neki tulajdonítják egy barátjának írt levele alapján a nagy játszma elnevezést, ami az Orosz és a Brit Birodalom rivalizálása volt a térségben, hatalmi befolyásuk kiterjesztése érdekében.

## Pályafutása
Apja Indiában szerzett vagyont. A korán árvaságra jutott Conolly a Brit Kelet-indiai Társaság szolgálatában álló Hatodik Bengáli Könnyűlovasság zászlósa, majd kapitánya lett.
1829. augusztus 10-én indult, betegszabadság után, Hamburg, Szentpétervár, Tbiliszi és Teherán érintésével Gorgánba, Gulisztán tartományba. 1830 áprilisában folytatta útját, helyi kereskedőnek álcázva, a Hívai Kánságba, de útközben kirabolták. Azután Mesheden, Heráton és Kandaháron keresztül érkezett Indiába. 1834-ben politikai munkatárs lett, Rádzsasztánban a brit kormány ügynöke mellett dolgozott.

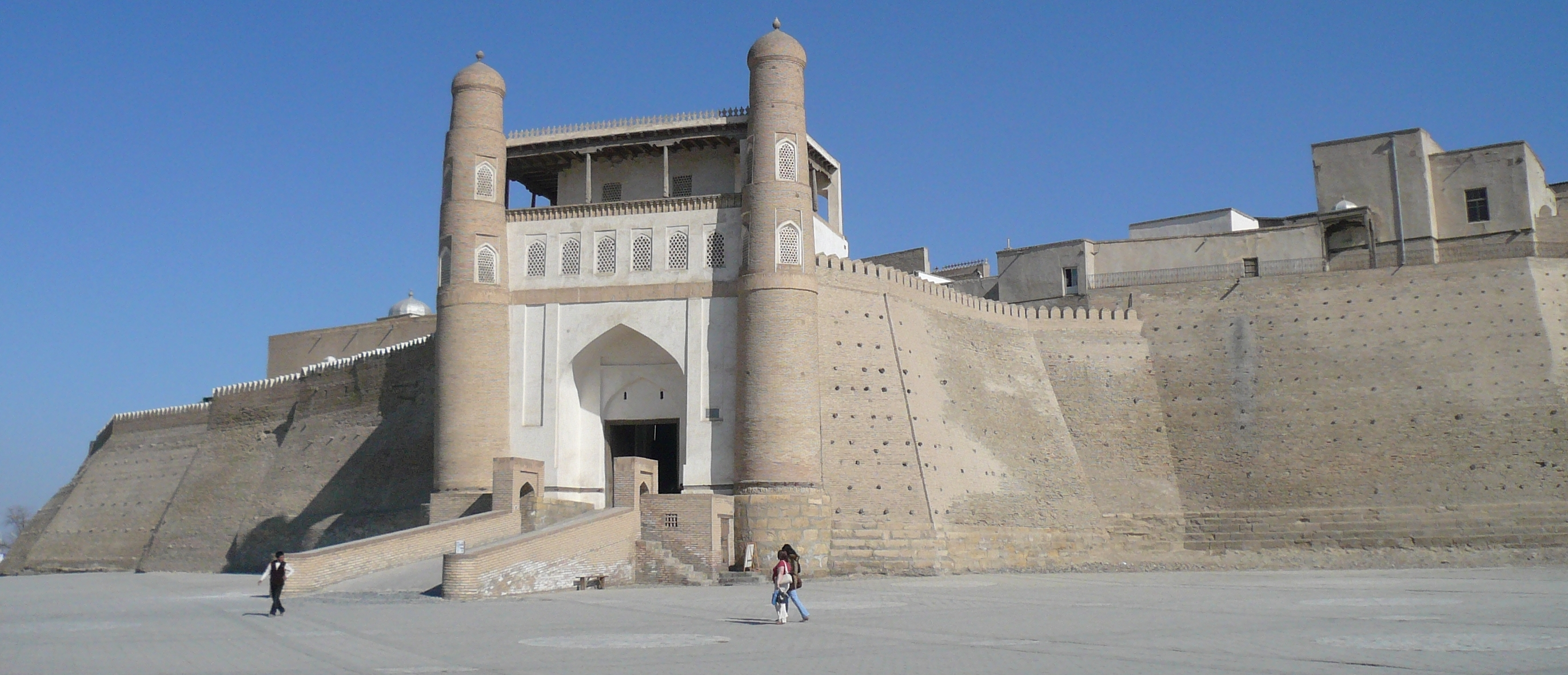
Az Ark erőd Buharában

Oroszország büntető expedíciókat tervezett Közép-Ázsiába, mert orosz és perzsa személyek tűntek el a Hívai, Kokandi és Buharai Kánságban. Befolyását is ki akarta terjeszteni erre a régióra. Angliát, India biztonsága miatt, nyugtalanították ezek a hírek. 1838-ban, amikor hazájában szabadságolt Conolly, azt javasolta, hogy kössön Anglia szövetséget a kánságokkal, ami az orosz előrenyomulásnak gátat szabna. 1839. február 11-én indult útnak George Eden ajánló levelével.
Indiai tartózkodás után 1840-ben érkezett Kabulba. William Hay Macnaghten brit diplomata és gyarmati tisztviselő munkatársa lett, aki a brit kormány nevében Sudzsa al-Mulkot, Herát emírjét támogatta Doszt Mohammed kabuli kán ellenében. Conolly részt vett az Első angol–afgán háborúban. A buharai kánnak valószínűleg gyanúsnak tűnt Conolly kokandi működése, meghívta őt Buharába, ahová 1841-ben meg is érkezett. Itt raboskodott Charles Stoddart ezredes 1838 decembere óta. Conollyt először jól fogadták, de mivel a kán hiába várta Viktória királynő levelét, kémnek tartotta és elrendelte kivégzését. 1842. június 17-én Stoddarttal együtt lefejezték az Ark citadella előtti téren. 1843-ban Joseph Wolff zsidó származású keresztény hittérítő vállalkozott arra, hogy felkutassa az eltűnt katonatiszteket Buharában. A veszélyes vállalkozásból sikerült élve megmenekülnie. Magával hozta Conolly titkos naplóját, amit imakönyve lapjaira írt. Ma a British Libraryban látható.